# Lygodactylus bivittis
Lygodactylus bivittis is een hagedis die behoort tot de gekko's (Gekkota) en de familie Gekkonidae. De soort komt endemisch voor op Madagaskar,

## Naam en indeling
De wetenschappelijke naam van de soort werd voor het eerst voorgesteld door Wilhelm Peters in 1883. Oorspronkelijk werd de naam Scalabotes bivittis gebruikt. De gekko behoorde lange tijd tot het niet meer erkende geslacht Microscalabotes, zodat de oude wetenschappelijke naam in de literatuur nog wordt gebruikt.

## Verspreiding en habitat
Lygodactylus bivittis komt voor in delen van Afrika en leeft endemisch in Madagaskar. De gekko is hier alleen te vinden in een strook in het noordoosten van het land. De habitat bestaat uit vochtige tropische en subtropische laaglandbossen. De soort is aangetroffen op een hoogte van ongeveer 300 tot 1000 meter boven zeeniveau.

## Beschermingsstatus
Door de internationale natuurbeschermingsorganisatie IUCN is de beschermingsstatus 'kwetsbaar' toegewezen (Vulnerable of VU).